# Championnat National U19
Lo Championnat National U19 è la più importante competizione giovanile del calcio francese, riservata alle formazioni giovanili francesi Under-19.
Creata nel 1990 come tornei per le formazioni Under-17, ha assunto l'attuale formato nel 2010. La squadra più titolata e i campioni in carica sono i parigini del Paris Saint-Germain, vincitori del campionato per 5 volte.

## Storia
Il campionato è stato istituito come Championnat National des moins de 17 ans nel 1990. Era quindi riservato ai giocatori che compivano 18 anni dopo il 1º agosto in quell'anno. Nel 1996 il limite è cambiato al 1º gennaio ed è stato ribattezzato Championnat National des 17 ans nel 1999.
Nel 2002 è stato votato il passaggio alla categoria di età superiore, diventando Championnat National U18. Nel 2009, il campionato è stato suddiviso in due gruppi di età: lo Championnat National U19, erede di quello U18, e lo Championnat National U17, erede di un altro riservato agli Under-16 e disputato tra il 2002 al 2009.

## Formula
La manifestazione si gioca a cadenza annuale ed è disputato da 56 club, di cui 55 provenienti dalla Francia e uno dal Principato di Monaco. Le squadre sono divise in 4 gruppi da 14 squadre determinati geograficamente. La stagione inizia alla fine dell'estate e termina nella primavera successiva. Nella fase di campionato, ogni squadra si affronta due volte (in casa e in trasferta) nei rispettivi gironi per un totale di 26 partite giocate per squadra. Successivamente, le prime e le seconde classificate di ogni girone si affrontano in una fase di spareggio. Il vincitore della finale viene incoronato "campione di Francia under-19".
A partire dal 2015 il vincitore del campionato prende parte alla UEFA Youth League, nel percorso "campioni nazionali".

## Albo d'oro
| Stagione                                 | Vincitore                                             | Finalista                                             | Risultato                                             | Note                                                  |
| ---------------------------------------- | ----------------------------------------------------- | ----------------------------------------------------- | ----------------------------------------------------- | ----------------------------------------------------- |
| Championnat National des moins de 17 ans |                                                       |                                                       |                                                       |                                                       |
| 1990-1991                                | Nantes                                                | Auxerre                                               | 2-1                                                   |                                                       |
| 1991-1992                                | Strasburgo                                            | Tolosa                                                | 0-0 (5-4 dtr)                                         |                                                       |
| 1992-1993                                | Olympique Lione                                       | Nancy                                                 | 4-1                                                   |                                                       |
| 1993-1994                                | Auxerre                                               | Metz                                                  | 0-0 (4-3 dtr)                                         |                                                       |
| 1994-1995                                | Cannes                                                | INF Clairefontaine                                    | 3-2                                                   |                                                       |
| 1995-1996                                | Cannes                                                | Metz                                                  | 1-1 (5-4 dtr)                                         |                                                       |
| 1996-1997                                | Saint-Étienne                                         | FC Lyon                                               | 0-0 (4-2 dtr)                                         |                                                       |
| 1997-1998                                | Bordeaux                                              | Sochaux                                               | 4-2                                                   |                                                       |
| 1998-1999                                | Bordeaux                                              | Olympique Lione                                       | 3-0                                                   |                                                       |
| Championnat National des 17 ans          |                                                       |                                                       |                                                       |                                                       |
| 1999-2000                                | Olympique Lione                                       | Caen                                                  | 2-0                                                   |                                                       |
| 2000-2001                                | Metz                                                  | Bordeaux                                              | 2-1                                                   |                                                       |
| 2001-2002                                | Rennes                                                | Nizza                                                 | 2-1                                                   |                                                       |
| Championnat National 18 ans              |                                                       |                                                       |                                                       |                                                       |
| 2002-2003                                | Sochaux                                               | Olympique Lione                                       | 3-0                                                   |                                                       |
| 2003-2004                                | Nizza                                                 | Olympique Lione                                       | 0-0 (4-3 dtr)                                         |                                                       |
| 2004-2005                                | Olympique Lione                                       | Nantes                                                | 4-1                                                   |                                                       |
| 2005-2006                                | Paris Saint-Germain                                   | Monaco                                                | 2-0                                                   |                                                       |
| 2006-2007                                | Rennes                                                | Saint-Étienne                                         | 2-0                                                   | [ 6 ]                                                 |
| 2007-2008                                | Guingamp                                              | Le Havre                                              | 0-0 (4-3 dtr)                                         | [ 7 ]                                                 |
| 2008-2009                                | Lens                                                  | Bordeaux                                              | 1-0                                                   | [ 8 ]                                                 |
| Championnat National U19                 |                                                       |                                                       |                                                       |                                                       |
| 2009-2010                                | Paris Saint-Germain                                   | Monaco                                                | 0-0 (4-2 dtr)                                         | [ 9 ]                                                 |
| 2010-2011                                | Paris Saint-Germain                                   | Grenoble                                              | 2-0                                                   | [ 10 ]                                                |
| 2011-2012                                | Auxerre                                               | Paris Saint-Germain                                   | 3-2                                                   | [ 11 ]                                                |
| 2012-2013                                | Monaco                                                | Nantes                                                | 2-2 (9-8 dtr)                                         | [ 12 ] [ 13 ]                                         |
| 2013-2014                                | Tours                                                 | Thonon Évian                                          | 1-1 (3-1 dtr)                                         | [ 14 ]                                                |
| 2014-2015                                | Stade Reims                                           | Nantes                                                | 4-1                                                   | [ 15 ] [ 16 ] [ 17 ]                                  |
| 2015-2016                                | Paris Saint-Germain                                   | Olympique Lione                                       | 2-1                                                   | [ 18 ] [ 19 ]                                         |
| 2016-2017                                | Bordeaux                                              | Le Havre                                              | 2-0                                                   | [ 20 ]                                                |
| 2017-2018                                | Montpellier                                           | Caen                                                  | 1-0                                                   | [ 21 ]                                                |
| 2018-2019                                | Rennes                                                | Montpellier                                           | 4-0                                                   |                                                       |
| 2019-2020                                | Edizioni annullate a causa della pandemia di COVID-19 | Edizioni annullate a causa della pandemia di COVID-19 | Edizioni annullate a causa della pandemia di COVID-19 | Edizioni annullate a causa della pandemia di COVID-19 |
| 2020-2021                                | Edizioni annullate a causa della pandemia di COVID-19 | Edizioni annullate a causa della pandemia di COVID-19 | Edizioni annullate a causa della pandemia di COVID-19 | Edizioni annullate a causa della pandemia di COVID-19 |
| 2021-2022                                | Nantes                                                | Monaco                                                | 3-2                                                   | [ 22 ]                                                |
| 2022-2023                                | Nantes                                                | Paris Saint-Germain                                   | 2-1                                                   | [ 23 ]                                                |
| 2023-2024                                | Paris Saint-Germain                                   | Auxerre                                               | 3-1                                                   | [ 24 ]                                                |

## Vittorie per squadra
| Squadra             | Titoli | Anni                                                  |
| ------------------- | ------ | ----------------------------------------------------- |
| Paris Saint-Germain | 5      | 2005-2006, 2009-2010, 2010-2011, 2015-2016, 2023-2024 |
| Olympique Lione     | 3      | 1992-1993, 1999-2000, 2004-2005                       |
| Bordeaux            | 3      | 1997-1998, 1998-1999, 2016-2017                       |
| Rennes              | 3      | 2000-2001, 2006-2007, 2018-2019                       |
| Nantes              | 3      | 1990-1991, 2021-2022, 2022-2023                       |
| Auxerre             | 2      | 1993-1994, 2011-2012                                  |
| Cannes              | 2      | 1994-1995, 1995-1996                                  |
| Strasburgo          | 1      | 1991-1992                                             |
| Saint-Étienne       | 1      | 1996-1997                                             |
| Metz                | 1      | 2000-2001                                             |
| Sochaux             | 1      | 2002-2003                                             |
| Nizza               | 1      | 2003-2004                                             |
| Guingamp            | 1      | 2007-2008                                             |
| Lens                | 1      | 2008-2009                                             |
| Tours               | 1      | 2013-2014                                             |
| Stade Reims         | 1      | 2014-2015                                             |
| Montpellier         | 1      | 2017-2018                                             |